# Larry Cannon
Larry Cannon (ur. 13 kwietnia 1937 roku w Danville, zm. 6 listopada 1995 roku w Danville) – amerykański kierowca wyścigowy.

## Życiorys
Cannon rozpoczął karierę w międzynarodowych wyścigach samochodowych w 1969 roku od gościnnych startów w USAC National Sprint Car Series, gdzie odniósł jedno zwycięstwo. W późniejszym okresie Amerykanin pojawiał się także w stawce USAC National Championship, USAC National Silver Crown, CART Indy Car World Series oraz Indianapolis 500.
W CART Indy Car World Series Cannon startował w latach 1979-1981, 1983-1984. Najlepszy wynik Amerykanin osiągnął w 1980 roku, kiedy uzbierane 299 punktów dało mu 23 miejsce w klasyfikacji generalnej.